# Quentin Bryce
L'On. Dama Quentin Alice Louise Bryce AD, CVO (Brisbane, 23 dicembre 1942) è un avvocato e docente australiana, Governatore Generale dell'Australia dal 2008 al 2014.

## Biografia
Nel 1965 si laurea in Legge all'Università del Queensland; nel 1968 ne diviene docente, incarico che manterrà fino al 1983. Passa quindi all'Università di Sydney, ma è contemporaneamente membro di numerosi uffici e commissioni incaricati di vigilare sul rispetto dei diritti umani e sulla parità fra i sessi.
Nel 2003 entra in Parlamento, venendo eletta Governatrice dello Stato del Queensland, diventando la seconda donna a riuscirci. Il 13 aprile 2008, il Parlamento australiano, su proposta del premier Kevin Rudd, elegge la Bryce come Governatore Generale dell'Australia, al posto di Michael Jeffery. Nominata ufficialmente dalla Regina Elisabetta II il 1º maggio, ha preso ufficialmente possesso dei suoi poteri il 5 settembre con un discorso davanti al Parlamento, riunito in seduta plenaria.
È di religione cattolica.